# Eminooecia carsonae
Eminooecia carsonae is een mosdiertjessoort uit de familie van de Eminooeciidae. De wetenschappelijke naam van de soort is voor het eerst geldig gepubliceerd in 1957 door Rogick.